# Pick Up This Sick Child
Pick Up This Sick Child är det andra fullängdsalbumet av det svenska death metal-bandet Vicious Art. Det var det första fullängdsalbumet bandet släppte via danska skivbolaget Mighty Music, efter att det släppt den egneproducerade EP:n Weed the Wild som sjutums vinyl-EP. Pick Up This Sick Child släpptes 5 november i Skandinavien, och i början av 2008 i resten av världen. För albumet spelades tolv låtar in, varav elva släpptes på albumet. Den tolfte, betitlad "Pick Up the Sick Child", lades upp som bonusspår på bandets MySpace-sida 1 november 2008. Anledningen till att låten inte hamnade på albumet är, enligt bandets basist och sångare Jörgen Sandström att de tolv låtar de spelade in sträckte sig över 45 minuter, och de ville inte ha en skiva som var längre än 45 minuter, då den inte skulle få plats på en sida av ett 90-minuters kassettband. Därför var de tvungna att välja bort en låt, och valde just denna då de ansåg att låten var den som representerade bandet minst, och dessutom var den första som de spelade in, vilket gjorde att de kände sig trötta på den.

## Låtlista
1. Tombstone Grind – 4:01
2. The Paulina Paw Paintings – 4:27
3. Our Family Flesh – 5:09
4. Murderer – 3:37
5. We're Both Into Killing Me – 3:34
6. Chewing Gunpowder – 3:07
7. Evicting Dead Tenants – 4:34
8. Dancing Münchhausen – 3:45
9. And Bent Down for Years – 4:08
10. Chain Hooks Falling – 2:25
11. The Topmost Violent God – 5:32
12. Pick Up This Sick Child – 2:59 (bonusspår, tillgängligt via

## Medlemmar
- Jocke Widfeldt - sång
- Jörgen Sandström - bas, sång
- Matti Mäkelä - gitarr
- Robert Lundin - trummor
- Tobbe Sillman – gitarr